# Scott County (Arkansas)
Scott County is een county in de Amerikaanse staat Arkansas.
De county heeft een landoppervlakte van 2.315 km² en telt 10.996 inwoners (volkstelling 2000). De hoofdplaats is Waldron.